# 佐山すずか
佐山 すずか（さやま すずか、2005年9月4日 - ）は、日本のアイドル。女性アイドルグループ・手羽先センセーション、アクアノートの元メンバー。東京都出身。2024年4月まではフレオマネジメントに所属していた。

## 略歴
2018年4月、アクアノートのオリジナルメンバーとしてデビュー。グループではリーダーを務めた。
2020年12月、新プロジェクトへの移籍に伴いアクアノートを卒業。
2021年1月、同じ事務所で名古屋拠点の手羽先センセーションに移籍。同時に名古屋で一人暮らしをしている。6月、『週刊ヤングジャンプ』27号にてグラビアデビュー。
2025年3月、1年の留年を経て、高校を卒業。
2025年5月、手羽先センセーションを卒業。

## 人物
- 特技はダンス、ダンスの完コピ[9]。
- 趣味はオシャレ、ファッション雑誌のチェック[9]。
- Task have Funのライブを見たことがきっかけでアイドル活動を始めた[10]。

## 書籍

### 写真集
- Be Mine（2020年7月27日、アイドルヴィレッジ、撮影：福田瞳）ISBN 978-4909837783
- すずかのす（2023年4月28日、白夜書房、撮影：高橋慶佑）ISBN 978-4864944410[11]

### デジタル写真集
- BIG SUMMER2021（2021年6月7日、集英社［週プレ PHOTO BOOK］、撮影：Takeo Dec.）[12]
- すずの湯（2021年9月15日、白夜書房［BUBKAデジタル写真集］］、撮影：田畑竜三郎）[13]
- LET IT SHINE!（2021年9月22日、集英社［YJ PHOTO BOOK］、撮影：山口勝己）[14]
- ノスタルジア（2021年11月30日、光文社［Platinum FLASHデジタル写真集］、撮影：岡本武志）[15]
- こもれ陽の中で。（2021年12月24日、白夜書房［BRODYデジタル写真集］、撮影：小塚毅之）[16]
- Be Mine（2022年10月23日、アイドルヴィレッジ、撮影：福田瞳）
- 君の隣にいたいんだ（2023年5月30日、双葉社［漫画アクションデジタル写真集］、撮影：フジシロタカノリ）[17]
- 夕立に濡れたカラダ（2023年7月9日、講談社［週刊現代デジタル写真集］、撮影：佐藤裕之）[18]
- すずかのす Special Edition（2023年10月26日、白夜書房、撮影：高橋慶佑）[19]
- 週末彼女（2024年4月5日、光文社［Platinum FLASHデジタル写真集］、撮影：佐藤佑一）[20]

### 雑誌
- 週刊ヤングジャンプ27号（2021年6月3日、集英社）
- 週刊プレイボーイ25号（2021年6月7日、集英社）
- BUBKA2021年8月号（2021年6月30日、白夜書房）
- DOLCE Vol.2（2021年8月23日、白夜書房）
- B.L.T.10月号（2021年8月24日、東京ニュース通信社）
- Platinum FLASH Vol.16（2021年8月26日、光文社）
- グラビアザテレビジョン vol.56（2021年8月31日、KADOKAWA）
- 週刊ヤングジャンプ43号（2021年9月22日、集英社）
- 週刊ヤングジャンプ46号（2021年10月14日、集英社）
- BRODY 12月号（2021年10月22日、白夜書房）
- BUBKA2025年6月号（2025年4月30日、白夜書房）
- DOLCE Vol.16（2025年6月3日、白夜書房）